# خط سكك حديد مرج بن عامر

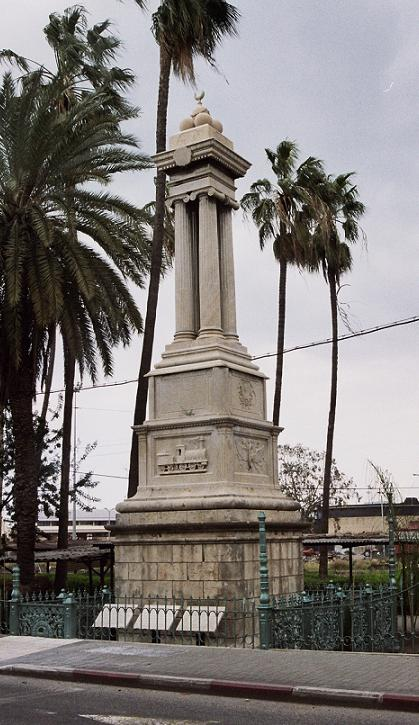
نصب تذكاري للسلطان عبد الحميد الثاني قرب محطة حيفا.

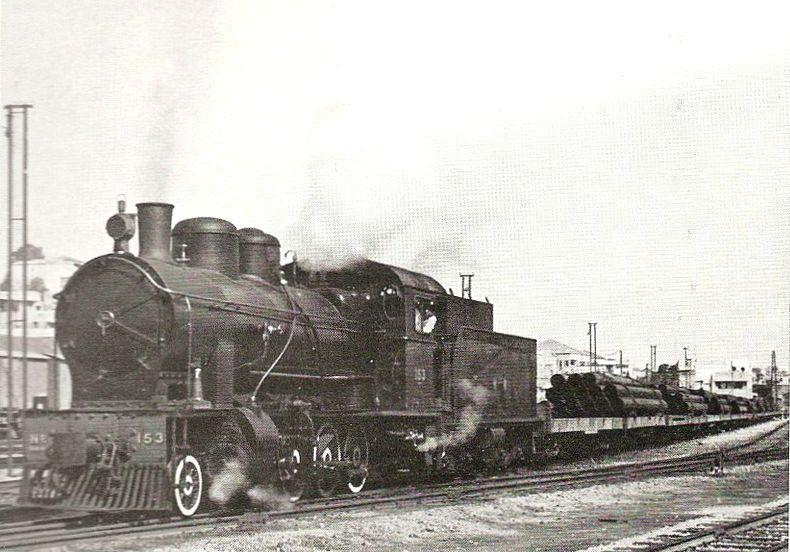
قطار سويسري المنشأ يعمل على خط مرج بن عامر عام 1946.

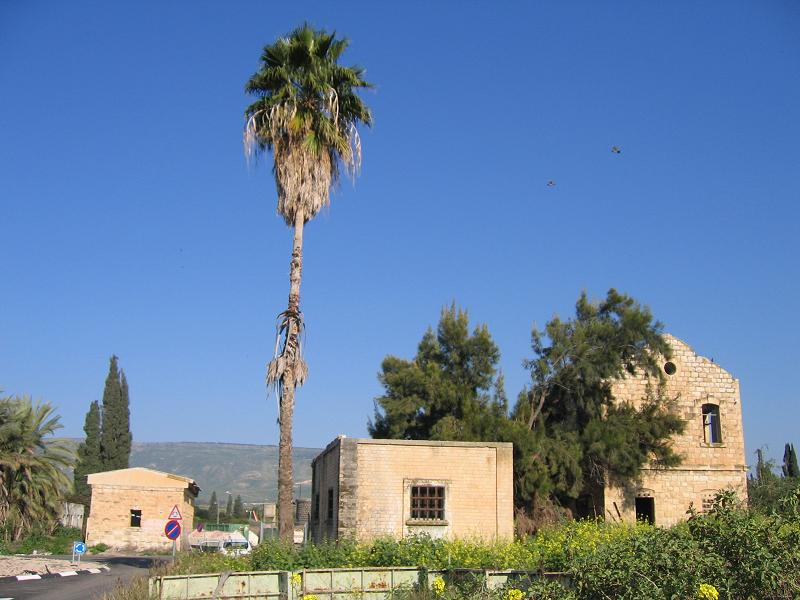
بقايا محطة قطارات سمخ قرب بحيرة طبريا.

خط سكك حديد مرج بن عامر هو أحد فروع سكة حديد الحجاز (الذي أقامته الدولة العثمانية بين دمشق والمدينة المنورة لنقل الحجاج) يمتد من درعا إلى حيفا، مخترقا مرج بن عامر في شمال فلسطين. بدأ إنشاؤه في حيفا في عام 1902 واكتمل في درعا في عام 1905. ولهذا الخط نفس مقاس الخط الرئيسي الحجازي، الذي يبلغ 1,050 ملم. وقد تم في 1908 إنشاء فرع من العفولة على هذا الخط ليمتد إلى القدس، مرورا بجنين ونابلس شمال الضفة الغربية حاليا.